# Lysos
Lysos (griechisch Λυσός, türkisch Liso) ist eine Gemeinde im Bezirk Paphos in der Republik Zypern. Bei der Volkszählung im Jahr 2021 hatte sie 172 Einwohner.

## Name
Der Ortsname bezieht sich auf Lisos oder Lissos, eine ältere Siedlung, die für ihre alte Heilstätte auf der Insel Kreta berühmt war. Die Einheimischen hingegen glauben, dass der Name Lysos vom Verb lio stammt, was „schmelzen“ bedeutet, da das Gebiet in der Vergangenheit aufgrund des Wassers und der kupferhaltigen Schicht seines Bodens als Metallschmelzanlage diente.

## Lage und Umgebung

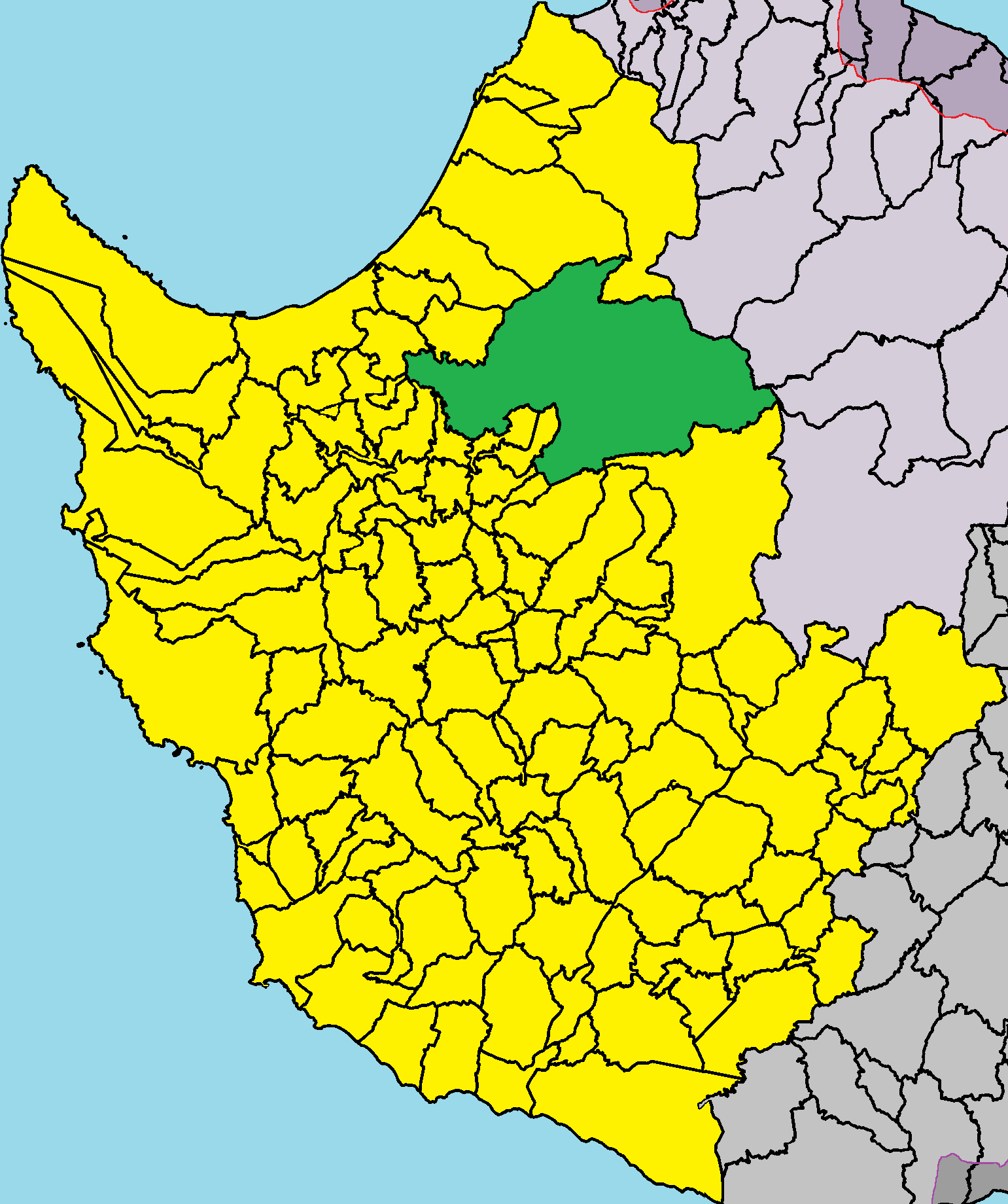
Lage im Bezirk Paphos

Lysos liegt im Nordwesten der Mittelmeerinsel Zypern auf einer Höhe von etwa 545 Metern, etwa 40 Kilometer nordöstlich von Paphos, etwa 90 Kilometer nordwestlich von Limassol und etwa 180 Kilometer von Nikosia entfernt. Die 95,0394 Quadratkilometer große Gemeinde grenzt im Norden an Kynousa, Argaka, Gialia und Livadi, im Osten an Vroisia, Kambos und Tsakistra, im Süden an Pano Panagia, Anadiou, Sarama, Kios, Zacharia und Melandra und im Westen an Meladia, Peristerona, Steni, Agios Isidoros und Pelathousa. Das Dorf kann über die Straße F723 erreicht werden.
Der durchschnittliche jährliche Niederschlag beträgt etwa 615 Millimeter. In der Umgebung werden Weinreben, Obstbäume, Oliven, Johannisbrot, Zitrusfrüchte, Hülsenfrüchte, Getreide und einige Gemüsesorten angebaut. Geologisch betrachtet wird das Gemeindegebiet von magmatischen Gesteinen, kontinentalen Kalksteinen der Koronia-Formation und Ablagerungen der Kannavio-Formation (Bentonite und Sandsteine) dominiert.

## Geschichte
Es gibt in archäologischen Stätten der Gegend gefundene Vasen, Felsengräber und andere Funde. Das zeugt davon, dass das Dorf bereits von den alten Griechen bewohnt wurde.

### Bevölkerungsentwicklung
| Jahr      | 1881 | 1891 | 1901 | 1911 | 1921 | 1931 | 1946 | 1960 | 1976 | 1982 | 1992 | 2001 | 2011 | 2021 |
| Einwohner | 287  | 352  | 416  | 468  | 545  | 566  | 659  | 587  | 373  | 307  | 208  | 160  | 205  | 172  |